# Adventureland
Adventureland var et af de allerførste kommercielle spil til microcomputeren i slutningen af halvfjerdserne. Det var udviklet af programmøren Scott Adams, der dannede firmaet Adventure International.
Adventureland var oprindeligt et tekstbaseret adventurespil i stil med Advent, Colossal Cave og Zork. Det revolutionerende ved Adventureland var, at det kunne køre på de dengang nye 8-bits hjemmecomputere.
| computerspil | Spire Denne computerspilsrelaterede artikel er en spire som bør udbygges. Du er velkommen til at hjælpe Wikipedia ved at udvide den. |